# 9K52 Luna-M
9K52 Luna-M (tiếng Nga: Луна; tiếng Anh: moon – Mặt Trăng) là một tổ hợp tên lửa đường đạn tầm ngắn của Liên Xô. Đạn tên lửa 9M21 có khả năng ổn định quay và không dẫn đường. "9K52" là mã định danh của GRAU, tên định danh NATO của tổ hợp này là FROG-7.
Đạn tên lửa 9M21 được đặt trên xe mang phóng thẳng đứng (TEL) bánh lốp 9P113 dựa trên khung gầm xe tải quân sự ZIL-135 8x8. TEL có một cần cẩu thủy lực để nạp đạn tên lửa từ xe chở đạn 9T29 (cũng dựa trên khung gầm ZIL-135). 9M21 có tầm bắn lên tới 70 km và có sai số (CEP) từ 500 m tới 700 m. Đạn phản lực có đầu đạn nặng 550 kg (đầu đạn có thể là liều nổ mạnh, hóa học hoặc hạt nhân). 9M21 được giới thiệu lần đầu vào năm 1965 và triển khai rộng rãi trên khắp các quốc gia vệ tinh của Liên Xô. Đạn phản lực được xuất khẩu rộng rãi tới nhiều quốc gia. Sau chiến tranh với Iran, Iraq đã sửa đổi 9M21 để nâng tầm bắn lên 90 km và mang một đầu đạn phụ. Tên lửa có tên mới là Laith-90.
Trong cuộc xâm lược Iraq năm 2003, ở trận Karbala Gap (2003), Trung tâm chiến dịch chiến thuật (TOC) của đại tá David Perkins ở sở chỉ huy của Lữ đoàn 2, sư đoàn bộ binh 3 Hoa Ky là mục tiêu và bị tấn công bởi đạn tên lửa FROG-7 hay biến thể Ababil-100 SSM của Iraq, giết chết 3 binh sĩ. 14 lính khác bị thương và 22 xe quân sự bị phá hủy,
Các máy bay phản lực RAF trong cuộc nội chiến Libya năm 2011 có nhiệm vụ tìm kiếm và phá hủy các xe phóng FROG-7 của lực lượng trung thành với ông Gaddafi.

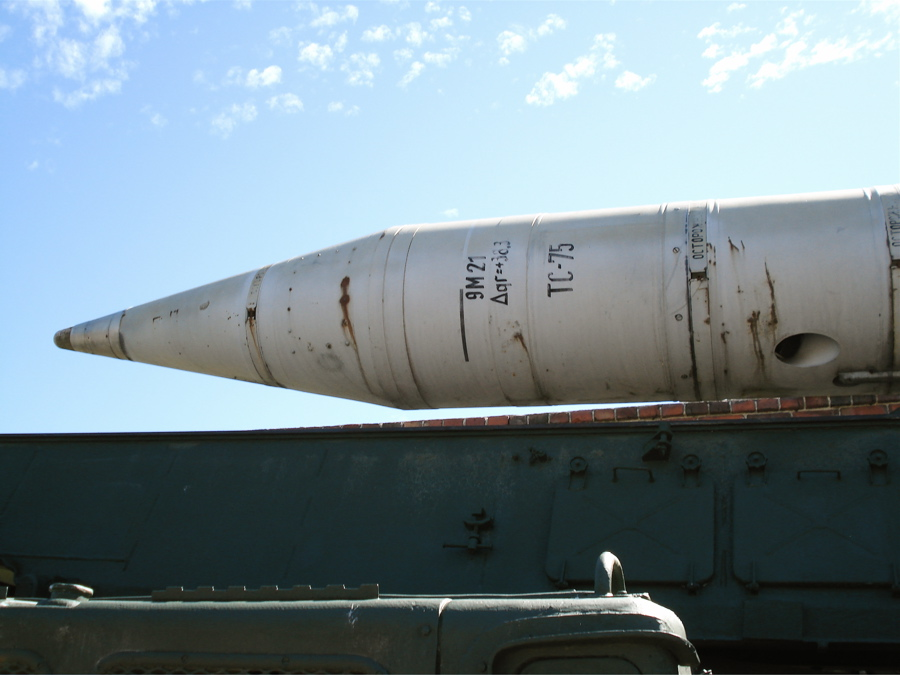
Đạn tên lửa 9M21 (Luna M)

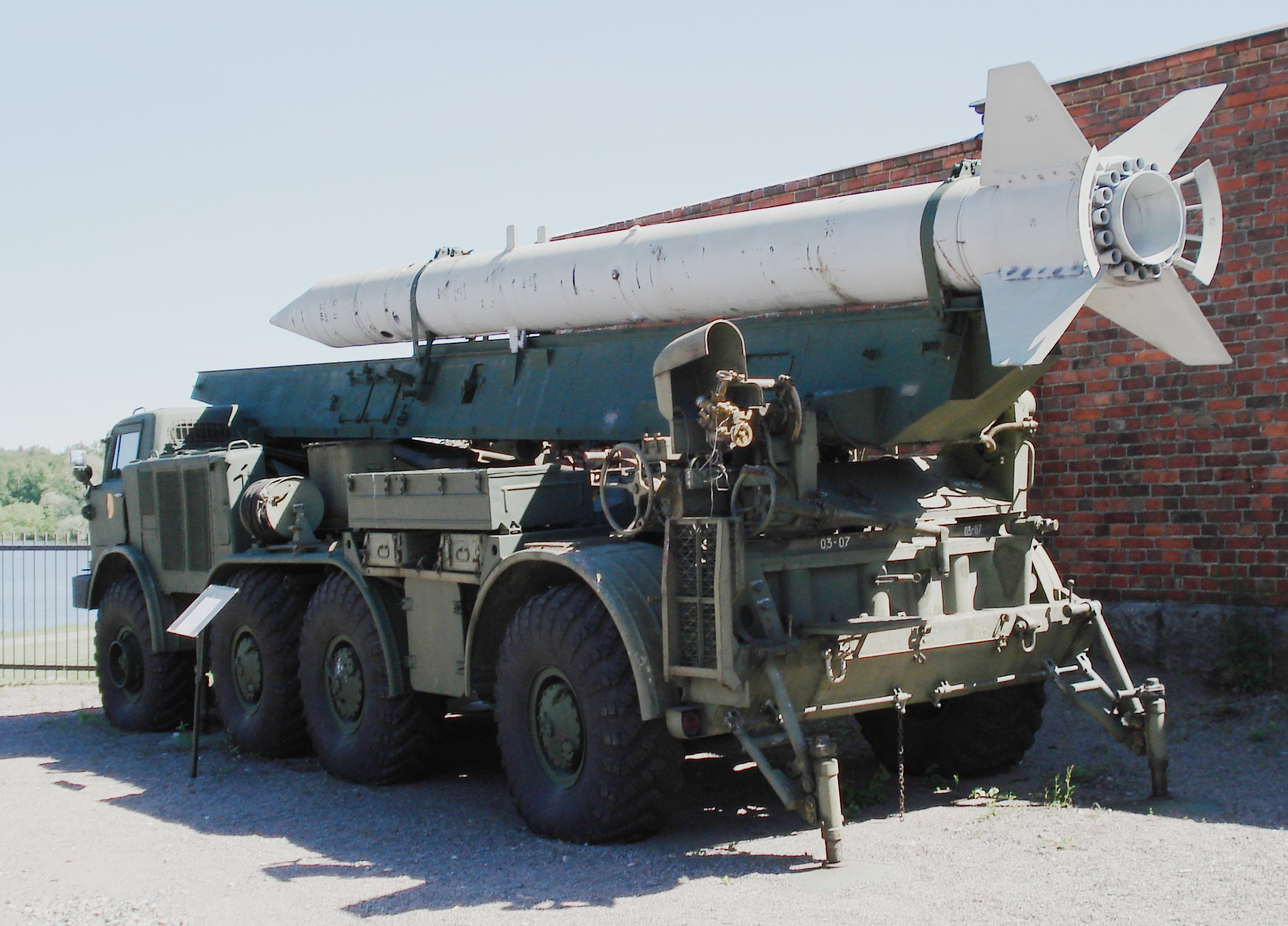
Xe phóng tên lửa 9P113 của Đông Đức

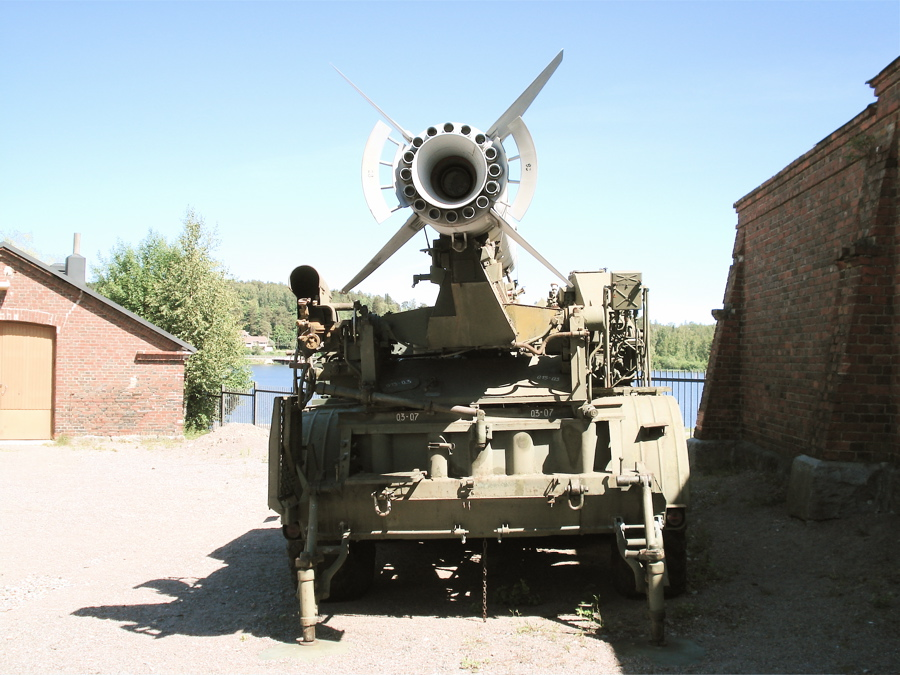
Xe phóng tên lửa 9P113 của tổ hợp 9K52

## Biến thể
9M21B
Biến thể mang đầu đạn hạt nhân 500 kg (1,213-lb).
9M21G
Biến thể trang bị đầu đạn 390 kg (860-lb).
Laith-90
Phiên bản của Iraq với khả năng tăng tầm bắn (90 km) và mang đầu đạn phụ.

## Quốc gia sử dụng

### Đang sử dụng[3]
- Afghanistan
- Belarus – Some (36 đơn vị 9K52 và Tochka)
- Trung Quốc – 47
- Cameroon – 50 đơn vị.
- Cuba – 218
- Ai Cập – 288 đơn vị
- Iran — 68
- Libya – 45
- CHDCND Triều Tiên – một số (24 đơn vị 9K52 và 2K6 Luna)
- Nga – lưu trữ
- Syria – 18
- Ukraina – 50
- Yemen – 12
  - Hezbollah–500+ (Iran cung cấp)

### Từng sử dụng
- Algérie
- Bulgaria
- Tiệp Khắc
- Đông Đức

- Iraq
- Kuwait (Chiếm từ lực lượng Iraq trong Chiến tranh vùng Vịnh)
- Ba Lan
- România
- South Yemen
- Liên Xô
- Nam Tư